# Helgøya, Troms
Helgøya är en ö i Karlsøy kommun i Finnmark fylke i norra Norge. Ön är belägen norr om Ringvassøya och har en yta på 43,1 kvadratkilometer. Ön är kuperad och det högsta berget är Storheia (485 meter över havet). Den är för närvarande obebodd. 
Kyrkbyn Helgøy ligger på södra sidan av ön och har varit ett fiskeläge som så sent som 1960 fortfarande hade 79 invånare. På 1950- och 1960-talen hade ön upp till 100 invånare. Här finns än idag Helgøy kyrka som är en långhuskyrka i trä från 1742. Kyrkan byggdes som en korskyrka i Hemnes i Helgeland. Den kom till byn Hamn på ön Senja omkring 1877 och flyttades sedan till Helgøy i januari 1888.
Byn Helgøy har tidigare utgjort centralort i dåvarande Helgøy kommun.